# Pat Shurmur
Patrick Carl Shurmur, né le 14 avril 1965 à Dearborn au Michigan, est un entraîneur de football américain en National Football League (NFL).
Il a été entraîneur principal pour les Browns de Cleveland en 2011 et 2012, et les Giants de New York en 2018 et 2019. Il a également été coordinateur offensif des Rams de Saint-Louis, des Eagles de Philadelphie, des Vikings du Minnesota et des Broncos de Denver.

## Sa jeunesse
Né à Dearborn dans l'état du Michigan, Shurmur a toujours baigné dans le milieu du football américain. Son oncle Fritz Shurmur (en) a été entraîneur en NFL pendant 24 ans, y compris un passage chez les Packers de Green Bay comme coordinateur défensif de 1994 à 1998 avec une victoire au Super Bowl XXXI.
Shurmur intègre l'université d'État du Michigan, où il performe pendant quatre années au sein de l'équipe de football américain des Spartans après avoir obtenu son diplôme au sein du lycée Divine Child. Il joue guard et linebacker lors de sa saison freshman. Il débute comme centre les trois années suivantes. Après son année senior en 1987, il reçoit le trophée de la All-Big 10 Conference et est également très bien classé comme All-American. Cette saison là, il est co-capitaine de son équipe lorsque les Spartans battent les Trojans d'USC au Rose Bowl. Shurmur était le premier élève diplômé à jouer pour les Spartans, lorsqu'il a commencé à étudier pour sa maîtrise en administration financière au cours de sa saison senior.

## Carrière d'entraîneur

### Eagles de Philadelphie

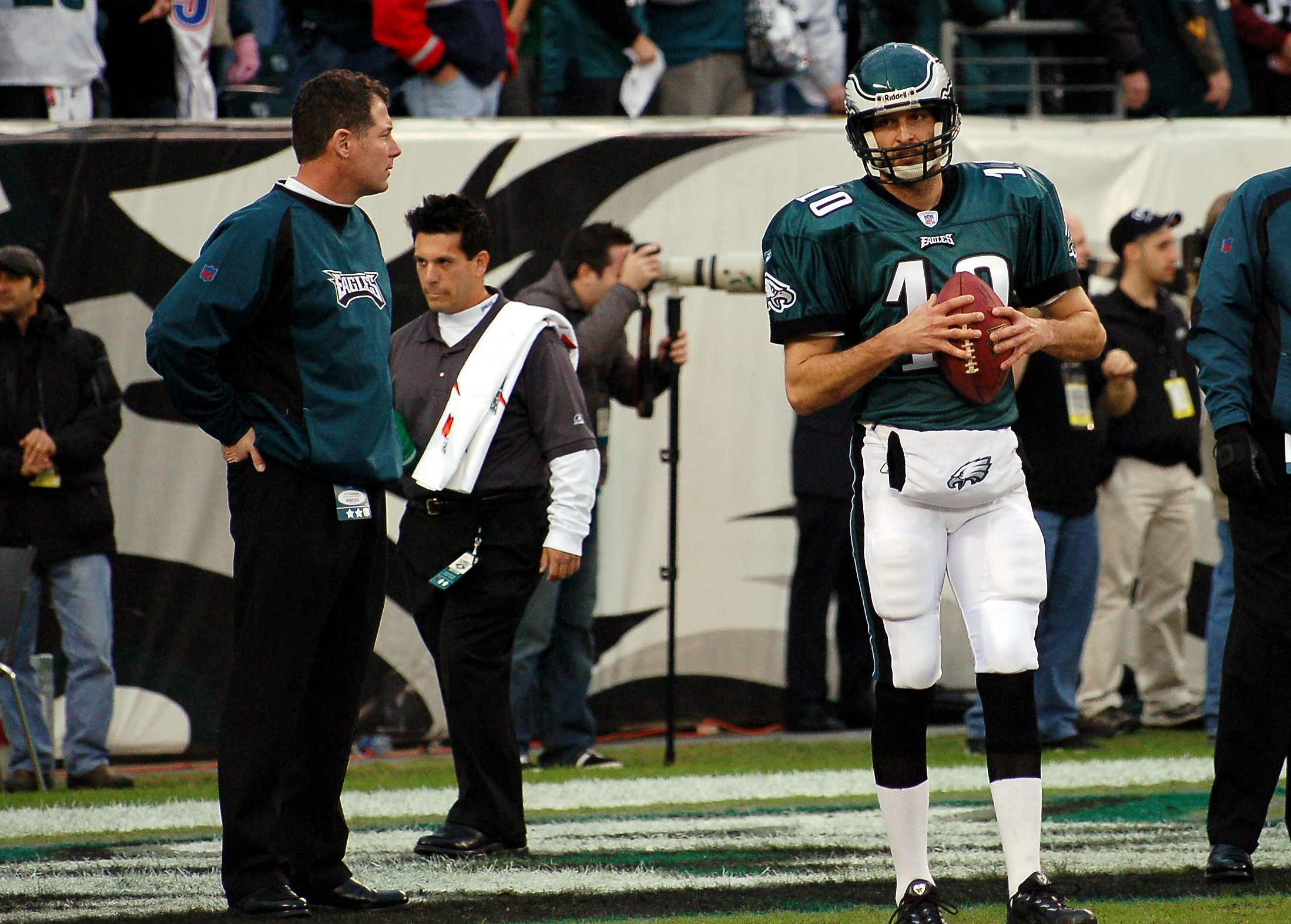
Entraîneur principal des QBs chez les Eagles en 2006 avec.

Pendant sa carrière comme entraîneur en NFL, Shurmur a intégré huit franchises, gagnant six titres de division et accédant à un Super Bowl.
Shurmur débute chez les Eagles de Philadelphie en 1999, comme entraîneur de la ligne offensive et des tight ends. Shurmur développe Chad Lewis, qui est sélectionné à trois reprises au Pro Bowl.
En 2002, Shurmur est désigné entraîneur des quarterbacks. Dans ce rôle, Shumur aide à façonner Donovan McNabb comme un des plus prolifiques passeurs de l'histoire des Eagles. McNabb détient presque tous les records à la passe de la franchise et en 2008, il établit les records de la franchise sur une saison avec 345 passes complétées et 3 916 yards gagnés. En 2004, Shurmur et McNabb permettent aux Eagles de participer à leur premier Super Bowl depuis la saison 1980.

### Rams de St. Louis
Le 21 janvier 2009, Shurmur est engagé par Steve Spagnuolo (en) pour être le coordinateur offensif des Rams de Saint-Louis. 
Il aide les Rams à s'améliorer, terminant la saison avec un bilan de 7 victoires pour 9 défaites après une saison 2009 conclue avec une victoire pour 15 défaites, le deuxième meilleur revirement de situation en 2010. Il dirige l'attaque des Rams qui s'améliore dans presque tous les domaines, incluant le nombre total de yards, le temps de possession, et le pourcentage de 3e downs réussis. Ils inscrivent 114 points de plus que la saison précédente. 
En plus, les Rams ne concèdent que 21 turnovers en 2010, soit le 9e meilleur total de la NFL
Shurmur a également eu un impact non négligeable sur le succès immédiat du quarterback débutant Sam Bradford en 2010. Le premier choix global de la draft, provenant des Sooners de l'Oklahoma, établit des records de la ligue comme débutant comprenant le plus grand nombre de passes complétées sans interception (169) et le plus grand nombre de passes complétées sur une saison (354). Sous la tutelle de Shurmur, Bradford termine la saison avec 60 % de complétion, 3 512 et 18 touchdowns à la passe. L'Associated Press lui décerne le trophée du débutant offensif de l'année de la NFL.

### Browns de Cleveland

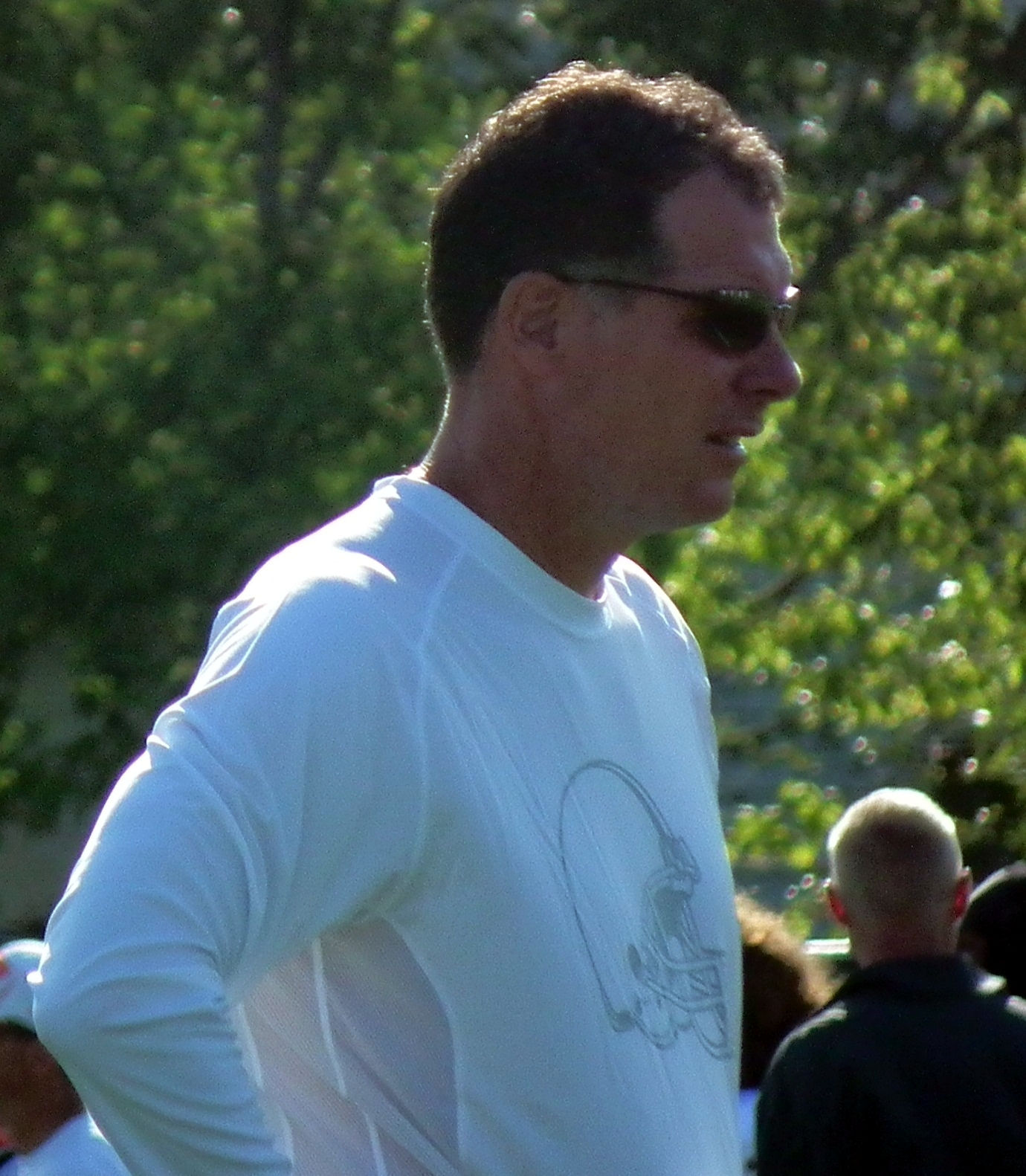
Shurmur avec les Browns en 2012.

Shurmur est reçu le 7 janvier 2011 chez les Browns de Cleveland et nommé le 13 janvier comme entraîneur principal par Mike Holmgren. Il devient le 13e entraîneur principal de l'histoire de la franchise et le 6e depuis le renouveau de la franchise en 1999.
Une des raisons de l'engagement de Shurmur était que l'équipe désirait qu'il appelle les jeux offensifs comme Holmgren le faisait chez les Packers de Green Bay et chez les Seahawks de Seattle. Une des autres raisons était sa capacité à développer de jeunes quarterbacks comme McNabb et Bradford. La franchise avait sélectionné Colt McCoy au troisième tour de la draft 2010 de la NFL. Lors de sa première saison sous Shurmur, l'ancien quarterback des Longhorns du Texas effectue la meilleure saison de sa carrière professionnelle, lançant en treize matchs pour 2 733 yards et 14 touchdowns.
Après la fin de la saison 2012, Shurmur et le manager général Tom Heckert, Jr. (en) sont congédiés après n'avoir réalisé que neuf victoires en deux saisons.

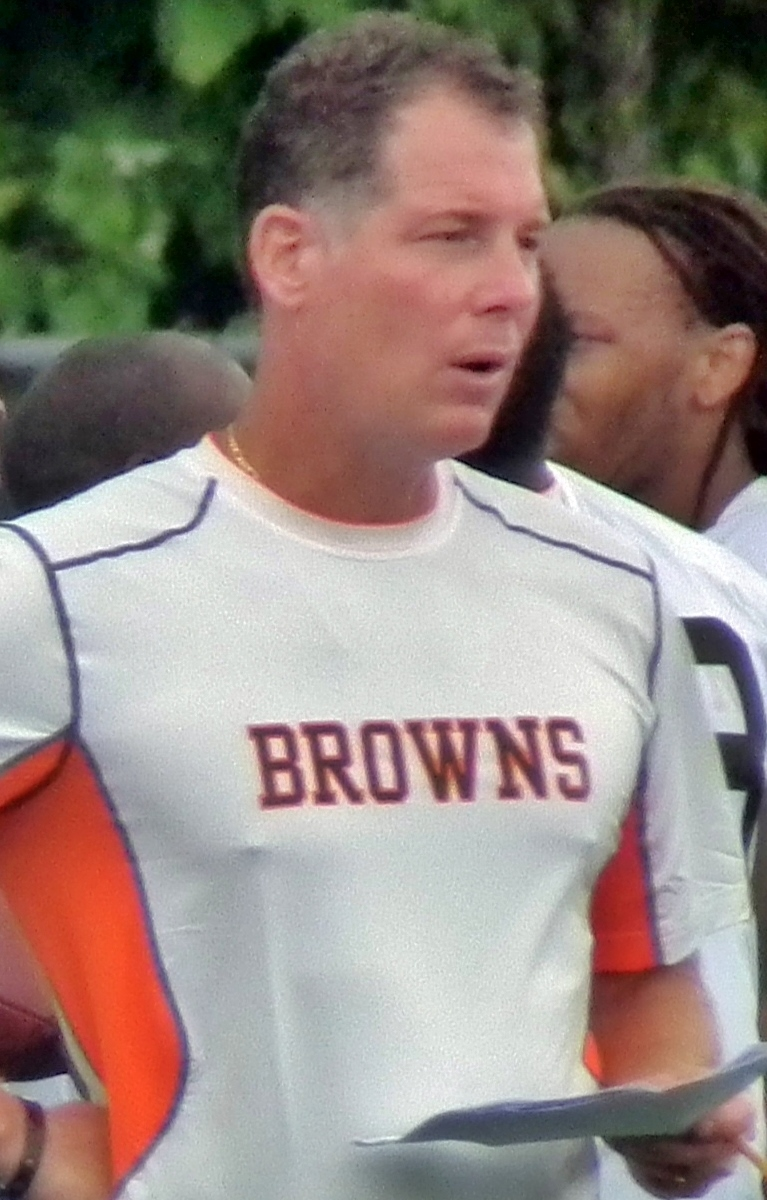
Shurmur en 2012.

### Retour chez les Eagles
Le 20 janvier 2013, Shurmur accepte le poste de coordinateur offensif des Eagles de Philadelphie. Aux côtés de l'entraîneur principal Chip Kelly, Shurmur aide à orchestrer l'une des plus efficaces attaques de la NFL. Shurmur conduit l'attaque qui établit plusieurs records de la franchise comprenant le nombre de points marqués (442), le nombre total de yards gagnés (6 676), le plus grand nombre de touchdowns inscrits (53), le plus grand nombre de yards gagnés à la passe (4 406) et le plus petit nombre de turnovers (19). L'équipe remporte le titre de la NFC East. En plus, les Eagles établissent un nouveau record NFL avec 99 jeux réussis de plus de 20 yards et deviennent la première franchise depuis les Bills de Buffalo de 1991 à mener la ligue à la course tout en ayant le plus petit temps de possession du ballon.
L'habilité de Shurmur à développer de jeunes talents au poste de quarterback est de nouveau mis en évidence en 2013. Le quarterback de deuxième année Nick Foles réalise une saison exceptionnelle sous la direction de Shurmur, lançant pour 27 touchdowns pour seulement deux interceptions, avec la troisième meilleur évaluation (119,2) à son poste et le troisième plus faible pourcentage d'interception (0,63 %) de l'histoire de la NFL. Foles devient également le deuxième joueur de l'histoire de la NFL à lancer sept touchdowns en un match, contre les Raiders d'Oakland, et un des trois joueurs à le faire sans interception.
Shurmur est nommé entraîneur principal intérimaire des Eagles après le licenciement de Kelly le 29 décembre 2015. Le match qu'il dirige contre les Giants se termine en victoire (35 à 20) et permet aux Eagles de terminer deuxièmes de la division NFC East. Lors de ce match, l'attaque gagne un total de 435 yards et inscrit quatre touchdowns, dont celui inscrit par DeMarco Murray à la suite d'une course de 54 yards. Shurmur est pris en compte et considéré favori pour le poste d'entraîneur principal des Eagles pour la saison suivante, mais le coordinateur offensif des Chiefs de Kansas City Doug Pederson est le choix final pour ce poste.

### Vikings du Minnesota
Le 25 janvier 2016, les Vikings du Minnesota nomment Shurmur comme leur nouvel entraîneur des tight ends. 
Le 2 novembre 2016, il est désigné intérimaire au poste de coordinateur offensif à la suite de la démission de Norv Turner. Il est confirmé à ce poste pour la saison 2017. Les Vikings terminent la saison 2017 en étant classés 11e meilleure attaque au nombre de points inscrits alors qu'ils occupaient la 28e place au terme de la saison précédente. Le quarterback Case Keenum effectue la meilleure saison de sa carrière dans la NFL après avoir remplacé Sam Bradford qui s'était blessé au genou en 1re semaine. Shurmur est désigné meilleur entraîneur adjoint NFL de l'année au terme de la saison 2017.

### Giants de New York
Le 22 janvier 2018, Shurmur est engagé par les Giants de New York comme entraîneur principal. La franchise est en reconstruction et la saison se termine avec un bilan de 5 victoires pour 11 défaites.
Lors de la draft 2019 de la NFL, la franchise sélectionne en 6e choix global le quarterback Daniel Jones. Le 17 septembre 2019, celui-ci est désigné titulaire par Shurmur en remplacement d'Eli Manning après deux défaites lors des deux premières rencontres. Le 30 décembre, Shurmur est viré par les Giants, le bilan de saison étant de 4 victoires pour 12 défaites.

### Broncos de Denver
Le 14 janvier 2020, Shurmur est engagé comme coordinateur de l'attaque par les Broncos de Denver en remplacement de Rich Scangarello (en).

## Statistiques
| Équipe                   | Saison        |    | Saison régulière | Saison régulière | Saison régulière | Saison régulière | Saison régulière |   | Phase éliminatoire | Phase éliminatoire | Phase éliminatoire | Phase éliminatoire |
| Équipe                   | Saison        | G  | P                | N                | % victoires      | Classement       | G                | P | % victoires        | Résultat           |                    |                    |
| Browns de Cleveland      | 2011          | 4  | 12               | 0                | 25               | 4e AFC Nord      | -                | - | -                  | -                  |                    |                    |
| Browns de Cleveland      | 2012          | 5  | 11               | 0                | 31,3             | 4e AFC Nord      | -                | - | -                  | -                  |                    |                    |
| Totaux Browns            | Totaux Browns | 9  | 23               | 0                | 28,1             |                  | -                | - | -                  | -                  |                    |                    |
| Eagles de Philadelphie * | 2015          | 1  | 0                | 0                | 100              | 2e NFC Est       | -                | - | -                  | -                  |                    |                    |
|                          |               |    |                  |                  |                  |                  |                  |   |                    |                    |                    |                    |
| Giants de New York       | 2018          | 5  | 11               | 0                | 31,3             | 4e NFC Est       | -                | - | -                  | -                  |                    |                    |
| Giants de New York       | 2019          | 4  | 12               | 0                | 25               | 3e NFC Est       | -                | - | -                  | -                  |                    |                    |
| Totaux Giants            | Totaux Giants | 9  | 23               | 0                | 28,1             |                  | -                | - | -                  | -                  |                    |                    |
| Totaux                   | Totaux        | 19 | 46               | 0                | 29,2             |                  | -                | - | -                  | -                  |                    |                    |

* – Entraîneur principal par intérim

## Vie privée
Jennifer, épouse de Shurmur, a également fréquenté l'université d'État du Michigan. Ils ont quatre enfants : Allyson, Erica, Claire et Kyle.
Son fils Kyle joue chez les Commodores de Vanderbilt et a été considéré comme un des meilleurs quarterbacks pour la cohorte de recrutement de 2015. ESPN le classe comme 110e meilleur joueur global et comme 7e meilleur quarterback passeur dans la poche. Il devient titulaire au poste de quarterback comme sophomore en 2016 et a conservé son poste les deux saisons suivantes. N'ayant pas été sélectionné lors de la draft 2019 de la NFL, il signe chez les Chiefs de Kansas City comme agent libre non sélectionné à la draft.
Shurmur est le neveu de Fritz Shurmur (en), ancien coordinateur défensif des Packers de Green Bay et auteur d'un livre sur l'entraînement en football américain,  Coaching Team Defense  (ISBN 978-1606793596).